# Palaeomolis rubescens
Palaeomolis rubescens là một loài bướm đêm thuộc phân họ Arctiinae, họ Erebidae.